# Idols Finland
Idols Finland är Finlands motsvarighet till Idols. Programmet visas på finska TV-kanalen MTV3 och sändes för första gången i slutet av augusti 2003, då en jury åkte på en audition-turné för att leta efter Finlands nya popstjärna. Mot mitten av december började kvalprogrammen att sändas och fram till den 9 januari 2004 korades Hanna Pakarinen som den första segraren. Inte förrän mer än 1 år senare sändes programmet igen med en ny säsong, och den 18 december 2005 korades den andra vinnaren; Ilkka Jääskeläinen. Tredje säsong vanns av hårdrockaren Ari Koivunen.
Till skillnad från i Sverige så är det bara sju finalister som tävlar mot varann, för övrigt är tävlingen likadan som i Sverige. Det släpps ut en samlingsplatta där alla finalisterna får sjunga två sånger var, plus några tillsammans alla sju.
Programledare de två första säsongerna var Ellen Jokikunnas och Heikki Paasonen. För tredje säsongen blev Jani Toivola Jokikunnas partner. Programmet har haft olika jurymedlemmar (förutom Jone Nikula som har varit med alla säsongerna):

## Audition
- Säsong 1: Helsingfors, Tammerfors och Åbo
- Säsong 2: Helsingfors, Tammerfors, Uleåborg och Åbo
- Säsong 3: Helsingfors, Tammerfors, Uleåborg och Åbo
- Säsong 4: Helsingfors, Tammerfors, Uleåborg, Åbo, Kuopio och Rovaniemi
- Säsong 5: Helsingfors, Tammerfors, Kuopio och Rovaniemi
- Säsong 6: Helsingfors, Tammerfors, Uleåborg, Joensuu och Vasa

## Säsong 1, 2003-2004
- Asko Kallonen
- Hannu Korkeamäki
- Nanna Mikkonen
- Jone Nikula

## Säsong 2, 2005
- Kim Kuusi
- Nina Tapio
- Jarkko Valtee
- Jone Nikula

## Säsong 3, 2006-2007
- Asko Kallonen
- Nina Tapio
- Jone Nikula

## Säsong 4, 2008
- Jone Nikula
- Nina Tapio
- Patric Sarin
- Hannu Korkeamäki

## Säsong 5, 2011
- Jone Nikula
- Nina Tapio
- Sami Pitkämö
- Mira Luoti (Kuopio)
- Elastinen (Rovaniemi)
- Olli Lindholm (Helsingfors)
- Jonna Geagea (Tammerfors)

## Säsong 6, 2011
- Jone Nikula
- Laura Voutilainen
- Tommi Liimatainen

## Övrigt
En av deltagarna från den första säsongen; Christian Forss, tävlade sedan år 2005 i den finska uttagningen till Eurovision Song Contest och slutade på en 5:e plats med låten Everything but still nothing. Innan dess hade han vunnit en av de semifinaler som hållits före finalen.
I maj 2007 blev vinnaren av den första finländska Idols, Hanna Pakarinen, Finlands deltagare i Eurovision Song Contest 2007 i Helsingfors.